# Christian Berlakovits
Christian Berlakovits (* 1948 in Wien) ist österreichischer Jurist und Diplomat. 

## Leben
Nach der Promotion zum Doktor iuris (1970) besuchte Christian Berlakovits von 1972 bis 1974 die Diplomatische Akademie Wien. 1976 nahm der Diplomat seinen Dienst in Rom (1976–1978) auf. Weiters war er in Belgrad (1978–1982), Madrid (1987–1992) und als Botschafter in Algier (1992–1994) tätig. 
Nach der Rückkehr nach Österreich wurde er mit mehreren Führungsrollen in der Österreichischen Außenpolitik (Leitung des Bürgerservice und der Rechts- und Konsularsektion) betraut. Von 2007 bis 2013 war Christian Berlakovits wieder als Österreichischer Botschafter in Italien tätig.
Er ist Mitglied der katholischen Studentenverbindung KAV Capitolina Rom.

## Auszeichnungen
- Großkreuz des Verdienstordens der Italienischen Republik